# Charonosaurus
A Charonosaurus a hüllők (Reptilia) osztályának dinoszauruszok csoportjába, ezen belül a madármedencéjűek (Ornithischia) rendjébe, az (Ornithopoda) alrendjébe és a Hadrosauridae családjába tartozó nem.

## Tudnivalók
A Charonosaurus egy Hadrosauridae nem, amelyet Godefroit, Zan és Jin fedeztek fel, 2000-ben. A maradványt az Amur folyó déli részén találták meg, ott ahol a folyó határt alkot Kína és Oroszország között.
A Charonosaurus egy hatalmas Lambeosaurinae hadroszaurusz volt; hossza körülbelül 10 méter lehetett. A holotípus, (CUST J-V1251-57), egy töredékes koponyából áll, ezt a kínai Jilin tartomány fővárosában, Changchunban levő Tudományos és Technológiai Egyetemen (Changchun University of Sciences and Technology) őrzik. A kövületet a késő maastrichti korszakban keletkezett Yuliangze rétegben találták meg. A lelőhely a Jiayin falutól nyugatra fekszik, a Heilongjiang tartományban. Ezen a helyen felnőtt és fiatal hadroszaurusz maradványokat fedeztek fel, feltételezik, hogy ezek is a Charonosaurus fajhoz tartoznak. Egyik combcsont hossza megközelíti a 135 centimétert. A töredékes koponya hasonlít a Parasaurolophuséra és lehet, hogy egy szarvszerű cső ült rajta, mert a homlokcsont felszíne ennek folytatására utal. A Charonosaurus, az egyik legnagyobb ázsiai hadroszaurusz. Jelenléte a késő krétában arra utal, hogy a Lambeosaurinae alcsalád még létezett a kréta–tercier kihalási esemény idején (közismert, hogy a Lambeosaurinae alcsalád nem volt jelen Észak-Amerikában a késő Maastrichti idején).